# Lachnocnema sudanica
Lachnocnema sudanica är en fjärilsart som beskrevs av Aurivillius 1905. Lachnocnema sudanica ingår i släktet Lachnocnema och familjen juvelvingar. Inga underarter finns listade i Catalogue of Life.